# Moon Island (Massachusetts)
Moon Island (auch Half Moon Island) ist eine Insel im Boston Harbor. Sie liegt in der Quincy Bay 5,5 mi (8,9 km) vom Bostoner Stadtzentrum entfernt auf dem Gebiet des Bundesstaats Massachusetts der Vereinigten Staaten. Moon Island verfügt über eine dauerhafte Fläche von ca. 45,7 Acres (18,5 ha) sowie extensive Wattgebiete. Die Insel gehört zu Quincy und ist Teil der Boston Harbor Islands National Recreation Area.
Die Insel ist geologisch gesehen ein Drumlin und erhebt sich bis zu 98 ft (29,9 m) und ist nicht öffentlich zugänglich, da sich dort ein Feuerwehr-Übungszentrum sowie ein Polizei-Schießplatz befinden.